# Hyptis adpressa
Hyptis adpressa là một loài thực vật có hoa trong họ Hoa môi. Loài này được A.St.-Hil. ex Benth. mô tả khoa học đầu tiên năm 1833.